# شهزادة (فلم 2023)
شهزادة هو فيلم أكشن هندي أصدر عام 2023 بلغة عامية من إخراج روهيت داوان وإنتاج مشترك من قبل شركة تي سيريز و هاريكا وحسين كريشنس و جيثا للفنون و أفلام برات وهو إعادة إنتاج لفيلم اللغة التيلوغية الذي أصدر عام 2020 علاء فايكونثابورامولو. فيلم شهزادة من بطولة كارتيك أريان الذي شارك أيضًا في إنتاج الفيلم إلى جانب كريتي سانون وباريش راوال ومانيشا كويرالا وراجبال ياداف ورونيت روي وساشين كيدكار.
بدأ التصوير الرئيسي في أكتوبر 2021 وانتهى في يناير 2023. تم تصوير الفيلم على نطاق واسع في مومباي ودلهي وموريشيوس. ألبوم الفيلم والموسيقى التصويرية من تأليف بريتام. كان من المقرر في البداية عرضه في 10 فبراير 2023، تم إصدار شهزادة بعد أسبوع في 17 فبراير، بسبب نجاح باثان.
يبدأ فالميكي ورانديب مسيرتهما المهنية كموظفين في شركة أديتيا جيندال. يصبح رانديب، الذي يتزوج ياشودا "ياشو" ابنة جيندال، ثريًا بينما يظل فالميكي فقيرًا. في يوم ولادة طفليهما ، يبدو أن ابن رانديب قد مات. عندما تخبر الممرضة سولوشانا فالميكي بهذا الأمر، يشفق على رانديب وياشو ويعرض تبادل طفله مع الميت.
بعد تبديلهما، يبدأ الطفل الميت على ما يبدو البكاء. تحاول "سولوشانا" إعادتهما إلى مكانيهما، لكن فالميكي الذي شعر بفرصة أن ابنه سيحظى بحياة أفضل أثناء نشأته في أسرة غنية، يمنعها من فعل ذلك فيدفعها عن الحافة. تدخل سولوشانا في غيبوبة بينما يصاب فالميكي بتشنج في الساق يجعله يعرج بشكل دائم. ينمو الصبيان بطرق مختلفة. راج، الذي نشأ في منزل جيندال، خجول وبريء ولطيف الكلام، في حين أن بانتو، الذي نشأ في منزل فالميكي، ذكي وصادق وصريح ومجتهد. فالميكي، الذي يفضل راج، يعامل بانتو باشمئزاز بسبب نسبه الحقيقي.
بعد أن رفض فالميكي الحصول على ماجستير إدارة الأعمال، يتوجه بانتو إلى مقابلة للحصول على وظيفة في شركة محاماة ترأسها امرأة شابة تدعى سمارة. رفضته سمارة في البداية للحصول على الوظيفة لكنها أعجبت فيما بعد بمعرفته وسرعة ذكائه فتوظفه. يبدأ بانتو في تطوير المشاعر الرومانسية لسمارة. في هذه الأثناء، يعود راج من الخارج، بعد أن أكمل أخيرًا ماجستير إدارة الأعمال بعد عدة محاولات فاشلة. ترسل جيندال راج لرفض سارانج، وهو رجل ثري وقوي ومؤثر يعرض شراء 50 ٪ من أسهم شركتهم. رانديب يراقب الصفقة من مطعم حيث سمارة تقابل كاكار، الذي يحاول رشوتها لتحريك قضية لصالحه. عندما ترفض سمارة ويصر على ذلك، يتدخل بانتو ويدعم سمارة في الأمر. يشعر رانديب بخيبة أمل بسبب تردد راج وعدم قدرته على قول لا لسارانج ولكنه فخور ببانتو وسمارة لقولهما لا لكاكار. بعد ذلك ، يتعامل راج مع سامارا بناءً على اقتراح جيندال ، لكن سمارة وقعت في حب بانتو.
عندما تكشف سمارا عن مشاعرها تجاه بانتو ، يقنعها بمطالبة رانديب بإلغاء زواجها من راج. يحاول سارانج قتل رانيب لرفضه بيع الأسهم قبل لحظات من وصول سمارا و بانتو لإلغاء الزواج. ينقذ بانتو بنقله إلى المستشفى على الرغم من المحاولات العديدة التي قام بها رجال ساراج لإيقافهم. هناك يلتقي بـ "سولوشانا" ، التي خرجت من غيبوبتها وتكشف عن النسب الحقيقي لبانتو. يصفع البانتو الغاضب فالميكي ، ويخبره أنه علم سر ولادته. ثم تمكن بانتو من دخول منزل رانديب. جيندال مغرم ببانتو لإنقاذ رانديب.
يبدأ بانتو في معالجة القضايا التي يعاني منها المنزل من خلال إصلاح علاقة رانديب المحطمة مع ياشو (التي كانت هشة ، حيث كان رانديب على علاقة مع امرأة قبل 7 سنوات) ، وتسوية الخلاف مع سارانج ، وإصلاح أفراد العائلة الفاسدين كايلاش و آرون. يخبر هو وسامارا الحقيقة لراج بشأن علاقتهما ويدعو راج عن زواجه من سمارة ، مما يجعل والديه يدركان أيضًا أنه بالغ ويجب أن يُسمح له باتخاذ قراراته الخاصة فيما يتعلق بحياته ومهنته. في حفلة أقيمت في منزلهم ، يستخدم سارانج الموقف لصالحه عن طريق الاختطاف والتهديد بقتل ياشو ما لم يتنازل رانديب عن الأسهم له.
بانتو يسحق سارانج ورفاقه وينقذ ياشو. يصل بانتو و فالميكي إلى منزل جيندال ، حيث يصفع Jindal فالميكي ويكشف أنه سمع المحادثة بين سولوشانا و بانتو قبل وفاتها مباشرة. يتحد بانتو مع والده البيولوجي ، رانديب ، لكنه يطلب منه عدم الكشف عن الحقيقة لـ ياشو ، خوفًا من إحباطها لمعرفة أن راج ليس طفلها الحقيقي. غير مدرك لهذا ، يشير ياسوه إلى أن بانتو تساوي راج لأنه أنقذها وأسرتها ، وبالتالي منح بانتو 50٪ من أسهمها. ثم طلب ياشو من فالميكي تدريب راج لمدة خمس سنوات ليكون مؤهلاً مثل بانتو ويصبح الرئيس التنفيذي للشركة. كما يغفر بانتو لفالميكي ويصلح علاقته معه.
- كارتيك أريان as Bantu Nanda
- كريتي سانون as Samara Singh
- باريش روال  [لغات أخرى]‏ as Valmiki Upadhyay, Bantu's foster father
- مانيشا كويرالا as Yashoda 'Yashu' Nanda, Bantu's biological mother
- رونيت روي as Randeep Nanda, Bantu's biological father
- راجبال ياداف as Inspector Satish Yadav
- ساشين كيدكار as Aditya Jindal, Yashoda's father and Bantu's biological grandfather
- Debattama Saha as Nisha, Bantu's foster sister and Raj's biological sister
- Ankur Rathee as Raj Nanda, Valmiki's biological son
- Sunny Hinduja as Sarang
- Vin Rana as Vikrant
- Ashwin Mushran as Kailash Jindal
- Ali Asgar  [لغات أخرى]‏ as Arun
- Shalini Kapoor  [لغات أخرى]‏ as Aarti Jindal

تم الإعلان عن الفيلم في 12 أكتوبر 2021. بدأ التصوير الرئيسي في اليوم التالي ، أي 13 أكتوبر 2021 في مومباي . تم تنفيذ الجدول الزمني التالي في دلهي . بعد تصوير العديد من المشاهد في موريشيوس ، انتهى التصوير في 10 يناير 2023.
جميع الأغاني من تأليف Pritam بينما تم إعادة إنشاء أغنية "Character Dheela 2.0" من فيلم 2011 Ready بواسطة Abhijit Vaghani و Pritam. كلمات الأغاني من تأليف كومار ومايور بوري وشلوك لال وآي بي سينغ.
تم إصدار أول أغنية فردية بعنوان "Munda Sona Hoon Main" في 16 يناير 2023. تم إصدار الأغنية الثانية بعنوان "Chedkhaniyan" في 24 يناير 2023. تم إصدار الأغنية الثالثة بعنوان "مير سوال كا" في 2 فبراير 2023. تم إصدار الأغنية الرابعة بعنوان "Character Dheela 2.0" في 9 فبراير 2023. أغنية Dheela 2.0 هي ريمكس من نفس الأغنية شخصية Dheela من سلمان خان جاهز (2011).
| #  | عنوان                                                 | المدة |
| -- | ----------------------------------------------------- | ----- |
| 1. | "Munda Sona Hoon Main"                                | 3:50  |
| 2. | "Chedkhaniyan"                                        | 3:51  |
| 3. | "Mere Sawaal Ka"                                      | 4:15  |
| 4. | "Character Dheela 2.0" (Recreated by Abhijit Vaghani) | 2:37  |
| 5. | "Shehzada Title Track"                                | 3:47  |
| 6. | "Mere Sawaal Ka" (King Version)                       | 3:09  |

اعتبارًا من 17 مارس 2023, the film has grossed 38.33 كرور روبية هندية (6٫4 مليون دولار أمريكي) in India and 9.1 كرور روبية هندية (1٫5 مليون دولار أمريكي) overseas for a worldwide gross collection of 47.43 كرور روبية هندية (7٫9 مليون دولار أمريكي).